# Pla Director per a la Gestió dels Residus Industrials a Catalunya
El Pla Director per a la Gestió dels Residus Industrials a Catalunya, conegut popularment com a Pla de residus, fou endegat pel Departament de Política Territorial i Obres Públiques de la Generalitat de Catalunya a finals de l'any 1989. El Pla, a partir d'un estudi tècnic, poc aprofundit, ubicava en el territori català les infraestructures necessàries per gestionar els residus que generava la indústria del país, però tingué una àmplia contestació social.

## El Pla de residus, 1990
En Joaquim Molins, conseller de Politica Territorial i Obres Públiques de la Generalitat, va donar a conèixer el Pla Director a principis de gener de 1990 amb les ubicacions previstes. El Pla preveia tres abocadors: un a la zona nord per determinar, un altre a Castellbisbal (Vallès Occidental) i un darrer a Forès, al bell mig de la Conca de Barberà; dues plantes físico-químiques, a Sant Feliu de Buixalleu (la Selva) i a Martorell (Baix Llobregat), un abocador+inertització a Rubió (Anoia), i finalment una planta incineradora al Pla de Santa Maria a l'Alt Camp. Les despeses totals d'aquestes infraestructures més accessos es xifrà en 11.800 milions de les velles pessetes (71 milions d'euros). L'abocador de Forès prèvia ocupar una superfície de 60 hectàrees, que podrien ser ampliables, amb una capacitat de l'ordre de 51.000 tones/any. La incineradora del Pla de Santa Maria preveia el tractament de 60.000 tones/any de residus líquids, pastosos i sòlids.

## La contestació social al Pla
El Pla de residus va generar un rebuig important a diversos punts del país (especialment a l'Alt Camp, a la Conca de Barberà i al Vallès Occidental). El rebuig, comprensible a causa de la naturalesa de les infraestructures, es va veure augmentat a les comarques de l'Alt Camp i de la Conca de Barberà degut a diverses raons: una agricultura amb problemes, una indústria estancada i uns serveis pocs competitius amb les comarques veïnes, amb un context general de pèrdua de pes econòmic i demogràfic en el conjunt català; fet percebut clarament pels ciutadans afectats. Davant això, es desenvolupà un fort moviment d'oposició (especialment a l'Alt Camp i a la Conca de Barberà, però també en altres).

## La retirada del Pla
La contestació al Pla de residus va fer que fos retirar i, posteriorment, es consensués entre la majoria de grups polítics del Parlament de Catalunya (CiU, Partit Popular i Iniciativa per Catalunya) una llei de gestió dels residus industrials que no donava indicacions d'ubicacions i indicava la necessitat de comptar amb un informe que considerés la globalitat de la problemàtica que es podia generar en els aspectes tècnic, ecològic, social i econòmic.
Com a balanç, Carles Francino, que als anys noranta treballava a Ràdio Reus, comentà que "el Pla va fracassar per un error de càlcul dels responsables, que no van tenir present la reacció que podrien tenir els ciutadans. La Generalitat, a l'hora d'instal·lar un abocador o una incineradora a poblacions petites, com el Pla de Santa Maria o Forès, no va tenir en compte els veïns, que en definitiva són els més afectats. (...) La part positiva de la història és que la societat civil va donar una lliçó a totes les administracions, les quals al final van cedir a la pressió ciutadana".

Imatges sobre la lluita contra el Pla de Residus
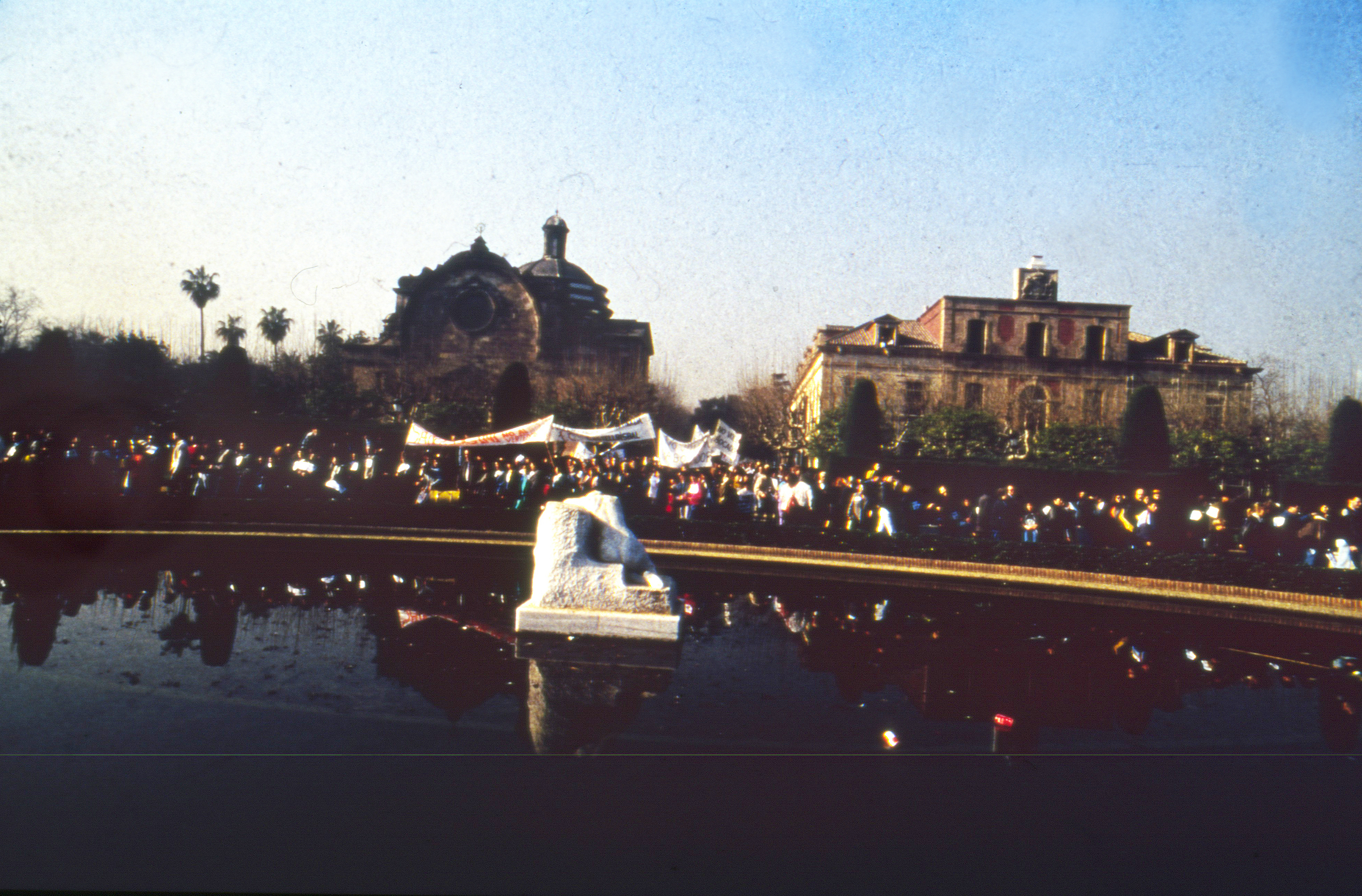
1990 Barcelona, la Conca i l'Alt Camp manifestant-se davant del Parlament de Catalunya.